# Casola (Tizzano Val Parma)
Casola è una frazione del comune di Tizzano Val Parma, in provincia di Parma.
La località dista 3,20 km dal capoluogo.

## Geografia fisica
Casola sorge alla quota di 655 m s.l.m., sulle propaggini nord-orientali del monte Rotondo, sul versante destro della Val Parma.

## Origini del nome
La frazione, nota in epoca altomedievale come Casule, nei secoli successivi cambiò nome più volte: in alcuni documenti apparve come Costula, per via della sua collocazione, poi in altri fu nominata come Casula Vallis Parmae, allo scopo di distinguerla dall'omonima località nei pressi di Terenzo, mentre nel XVI secolo fu menzionata come Strinola, in riferimento alla natura dei terreni della zona, poco adatti all'agricoltura.

## Storia
Il centro abitato fu fondato in epoca altomedievale; la più antica testimonianza della sua esistenza risale al 6 settembre 1000, quando la contessa Ferlinda, figlia di Bertario, donò ai canonici del capitolo della Cattedrale di Parma varie proprietà, tra cui alcuni terreni posti a Casule.
In seguito a servizio del borgo fu edificata una cappella, nominata per la prima volta nel 1230.
Successivamente il centro abitato fu aggregato al feudo di Tizzano appartenente ai Terzi; il 19 agosto 1387 la contea, comprendente, oltre a Casola, numerosi territori dei dintorni, fu assegnata a Niccolò Terzi il Vecchio dall'imperatore del Sacro Romano Impero Venceslao di Lussemburgo, con diploma sigillato a Norimberga.
In seguito all'assassinio di Ottobuono de' Terzi nell'agguato di Rubiera del maggio 1409, il castello di Tizzano fu occupato dai Fieschi. Pochi anni dopo, Niccolò de' Terzi, il Guerriero, figlio di Ottobuono, riottenne dal duca di Milano Filippo Maria Visconti la contea, che mantenne fino al 1449, quando fu costretto alla fuga in seguito alla presa del potere da parte di Francesco Sforza; quest'ultimo investì del feudo il conte Pietro Ghirasio da Contrano, il cui figlio Agolante dopo alcuni anni alienò il castello al marchese Gianfrancesco I Pallavicino all'insaputa del fratello maggiore Anfitrione.
Alla morte di Rolando Pallavicino nel 1529, il feudo fu a lungo conteso tra i suoi generi e dopo alcuni anni fu acquistato dal duca di Parma Ottavio Farnese. Nel 1650 il duca Ranuccio II Farnese investì del feudo il marchese Domenico Doria, i cui discendenti ne mantennero il possesso per oltre un secolo; dopo la morte di Maria Maddalena Doria alla fine del XVIII secolo, la contea fu assegnata al marchese Troilo Venturi, che ne conservò i diritti fino alla loro abolizione sancita dai decreti napoleonici del 1806.

## Monumenti e luoghi d'interesse

### Chiesa di Santa Giustina

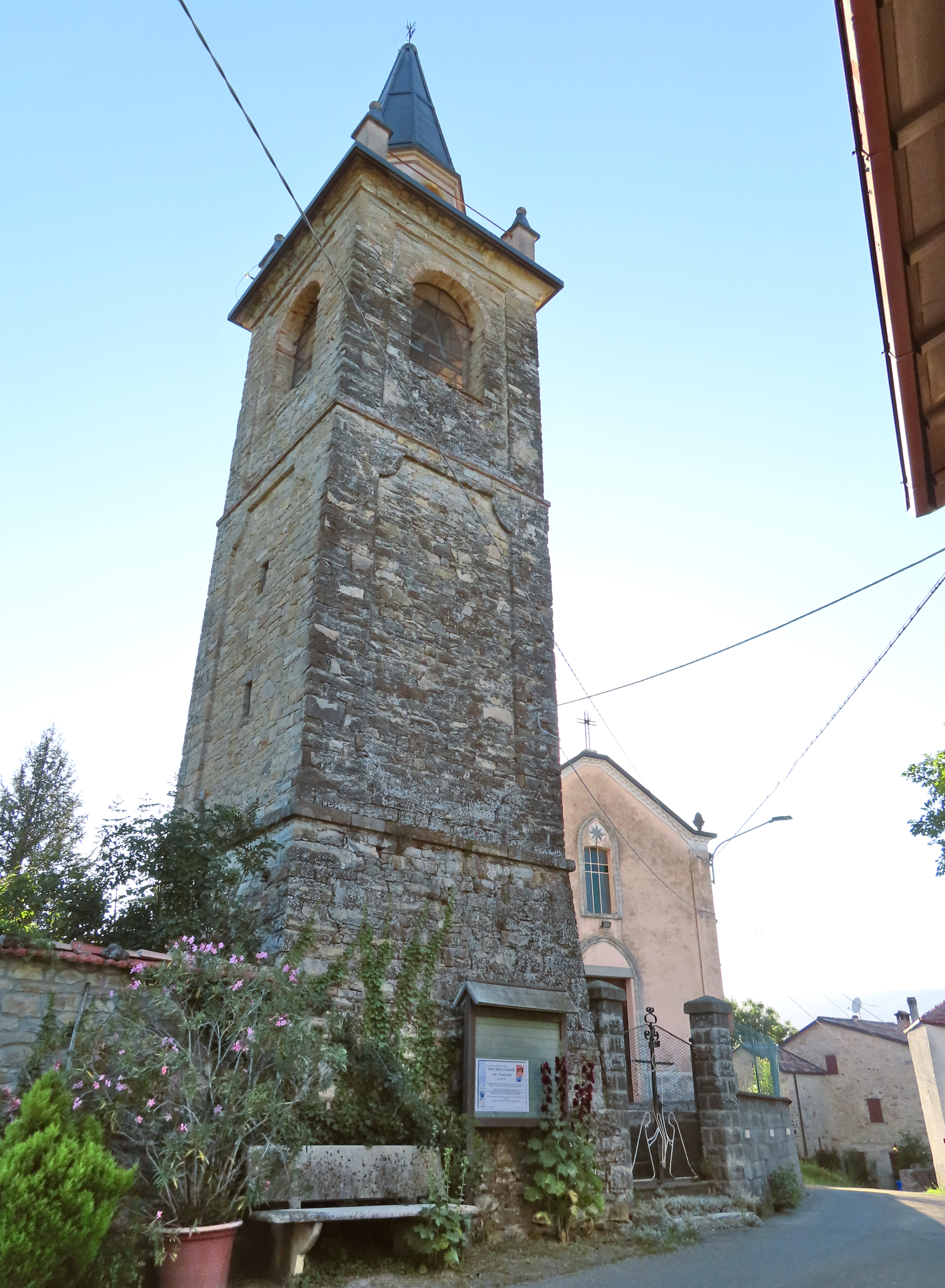
Chiesa di Santa Giustina

Menzionata per la prima volta nel 1230, la cappella originaria, unita nel 1564 alla chiesa di San Maurizio di Carobbio in un'unica parrocchia, ottenne la piena autonomia nel 1621; abbandonata dopo la metà del XVII secolo, fu sostituita da una nuova chiesa barocca eretta tra il 1660 e il 1661. L'edificio, sviluppato su una pianta a navata unica affiancata da una cappella per lato, presenta una facciata a capanna intonacata dalle forme neogotiche; all'interno l'aula, coperta da volte a crociera, è decorata con lesene doriche e accoglie alcune opere di pregio.

### Mulino
Costruito nel 1839 da Paolo Bucci, il mulino ad acqua fu utilizzato fino al 1980 circa, per poi essere riconvertito in residenza privata; l'edificio in pietra, coperto da un tetto a due falde, conserva alcune tracce delle antiche strutture di sostegno delle ruote e del canale di alimentazione.